# Szujerieckaja
Szujerieckaja (ros. Шуерецкая, krl. Šuikujärvi) – stacja kolejowa w miejscowości Szujerieckoje, w rejonie biełomorskim, w Karelii, w Rosji. Położona jest na linii Wołchow – Murmańsk.